# Unsere Liebe Frau von Marpingen

Marienkapelle Marpingen

Unsere Liebe Frau von Marpingen ist eine 63 Zentimeter hohe Holzskulptur aus dem 18. Jahrhundert in der saarländischen Gemeinde Marpingen. Sie wird in einer Marienkapelle mit einer Brunnenanlage aufbewahrt und zeigt eine in einen Mantel gewandete Maria, die in der einen Hand ein Zepter trägt sowie auf dem anderen Arm das Jesuskind. Unter ihrer Krone hat sie ein Kopftuch. Das Jesuskind wendet dem Betrachter den Kopf zu.
Die Verehrung geht auf eine Sage zurück, nachdem die Marpinger Dorfbewohner nach einem Krieg in einem feuchten Wiesengrund in der Nähe der heutigen Kirche ein feines Singen und Klingen vernahmen. Bei der Untersuchung des Bodens stieß man dort auf eine Madonnenfigur. Die Stelle wurde trockengelegt und die Quelle gefasst. Für die gefundene Skulptur wurde ein Bildstock errichtet. Das Bild fand weite Verehrung, so dass sich Marpingen zu einem Wallfahrtsort entwickelte, zu dem Einwohner der umliegenden Orte pilgerten, um dort gutes Wetter zu erbitten.
Es ist nicht bekannt, aus welchem Grund die traditionelle Madonnenfigur durch die Barockmadonna ersetzt wurde. Im 19. Jahrhundert mehrfach neu gestaltet, wurde 1847 am Brunnen eine Mariensäule errichtet. 1876 ließ der Marpinger Pfarrer Jakob Neureuter, der bei den Marpinger Marienerscheinungen 1876/1877 eine wesentliche Rolle spielte, den Brunnen mit einer Grotte überbauen.
Im 20. Jahrhundert wurde die Quelle in eine aufwendige Brunnen-Rundanlage umgebaut.